# ヨハンナ・シュピリ

ヨハンナ・シュピリ（1900年撮影)

ヨハンナ・シュピリ（Johanna Spyri [ˈʃpiːri]、1827年6月12日 - 1901年7月7日）は、スイスの作家である。『アルプスの少女ハイジ』の著者として知られる。

## 生涯

### 生い立ち
1827年、スイスのチューリヒ州郊外のヒルツェルにて、開業医ヨハン・ヤコブ・ホイッサーと、宗教詩人マルガレータ（通称メタ）・ホイッサー・シュヴァイツァーの間の、7人の子（うち1人は早逝）の4番目に生まれる。父の仕事の都合上、自宅は病院も兼ねており、家には家族以外に精神疾患を含む入院患者たちもいた。また、多忙であった母に代わり、伯母のレグラが子どもたちの面倒を見ることが多かったという。
幼少時にはグラウビュンデン州のクールの周りで夏を幾度か過ごし、その体験を後の小説に生かした。また、14歳の時に語学と音楽の勉強のためにチューリヒへ、17歳の時にはフランス語習得のためにスイスのフランス語圏の女子寄宿学校に留学をするなど、良家の子女として、しっかりとした教育を受けている。

### 結婚生活
1852年、25歳で兄の友人である弁護士のベルンハルト・シュピリと結婚。ヒルツェルからチューリヒに移り住む。28歳の時、一人息子のベルンハルトを出産。しかし、妊娠中よりひどいうつ病を患う。夫は州議会議員を務めるなどワーカホリックで、夫婦生活が充実していたとは言い難く、ヨハンナは家事や社交が苦手なこともあり、辛い日々が続く。そんな中、母の友人のマイヤー夫人と親交を深め、夫人のサロンに通うなど心の支えを得る。
1856年、マイヤー夫人の自殺を受け、再び塞ぎ込むも、夫人の子コンラート・フェルディナント・マイヤーとべツィー兄妹との友情に拠り所を見出す。特に兄のコンラートとは長く交友が続き、互いが作家になった後にも、手紙で相手の作品を批評し合っていた。
数年かけ、徐々にうつ病から回復したヨハンナは、息子ベルンハルトの教育に力を注ぎ、ドイツのライプツィヒ大学へ進学させる。しかし生まれつき体の弱かったベルンハルトは、大学在学中に結核を発症。ヨハンナは転地療養に付き添い、欧州各地を旅する。その療養先の中には、『アルプスの少女ハイジ』作中に出てくるマイエンフェルト近郊のラガッツ温泉もあり、この療養体験から作品舞台の着想を得たと考えられる。

### 作家デビュー
1871年、44歳の時に『Ein Blatt auf Vrony's Grab』をドイツの出版社にて匿名で出版。ヨハンナにとってのデビュー作品である。ただし、この作品は母の友人の牧師から依頼され執筆したもので、売上は普仏戦争の傷病兵看護にあたる女性たちへの支援として全額寄付するという、社会奉仕的な出版であった。
1880年、代表作となる『アルプスの少女ハイジ』の第1部『Heidis Lehr- und Wanderjahre（ハイジの修行時代と遍歴時代）』を匿名で出版。翌1881年には、続編の『Heidi kann brauchen, was es gelernt hat（ハイジは習ったことを使うことができる）』を実名にて出版する。

### 晩年
1884年、一人息子のベルンハルトが結核のため、29歳の若さで死去。同年、夫も相次いで亡くなった。1人になったヨハンナは慈善活動と並行して執筆業に励み、亡くなるまでに50以上の物語を出版した。
1901年7月7日、74歳でその生涯を閉じる。遺体はチューリヒのジールフェルト墓地（ドイツ語: Friedhof Sihlfeld）に埋葬されたが、肖像はスイスの象徴として、1951年には郵便切手に、2001年には20CHF硬貨に使用された。
2023年、『アルプスの少女ハイジ』を含むシュピリのアーカイブは世界の記憶に登録された。

## 盗作騒動
2010年、ドイツの文学研究者ペーター・ビュトナーは、『アルプスの少女ハイジ』が1830年にドイツの作家、ヘルマン・アーダム・フォン・カンプが発表した作品『アルプス山地の少女アデライーデ』に類似していることを指摘し、『アルプスの少女ハイジ』の下敷きとなった可能性が高いと述べた。この指摘は、スイスの新聞がハイジは盗作ではないかと報じるなど、波紋を広げた。ただし、ビュトナーは「私は盗作とは言わない。シュピリは作品の一部を使っただけで、シェークスピアやゲーテも同じことをした」と語っている。

## 主な著作
- 1871, Ein  Blatt auf Vrony's Grab
- 1872, Nach dem Vaterhause!
- 1873, Aus früheren Tagen.
- 1872, Ihrer Keines vergessen.
- 1872, Verirrt und gefunden（Aus dem Leben）（Erzählband）
- 1878, Heimathlos.（mit den Erzählungen Am Silser- und am Gardasee und Wie Wiseli's Weg gefunden wird）
- 1879, Aus Nah und Fern.（mit den Erzählungen Der Mutter Lied und Peppino, fast eine Räubergeschichte）
- 1879, Verschollen, nicht vergessen. Ein Erlebnis, meinen guten Freundinnen, den jungen Mädchen
- 1880, „Heidi's Lehr- und Wanderjahre.“
- 1880, Im Rhonethal
- 1880, Aus unserem Lande.（mit den Erzählungen Daheim und wieder draussen und Wie es in Waldhausen zugeht）
- 1881, Am Sonntag
- 1881, „Heidi kann brauchen, was es gelernt hat.“
- 1881, Ein Landaufenthalt von Onkel Titus.
- 1882, Kurze Geschichten für Kinder und auch für Solche, welche die Kinder lieb haben.（mit den Erzählungen Beim Weiden-Joseph, Rosen-Resli, Der Toni von Kandergrund, Und wer nur Gott zum Freunde hat, dem hilft er allerwegen! und In sicherer Hut）
- 1883, Wo Gritlis Kinder hingekommen sind.
- 1883, Zwei Volksschriften（mit den Texten Ein goldener Spruch und Wie einer dahin kam, wo er nicht hin wollte）
- 1884, Gritlis Kinder kommen weiter.
- 1885, Aus dem Leben eines Advocaten
- 1886 Kurze Geschichten für Kinder und auch für Solche, welche die Kinder lieb haben. Zweiter Band.（mit den Erzählungen Moni der Geissbub, Was der Grossmutter Lehre bewirkt, Vom This, der doch etwas wird, Am Felsensprung und Was Sami mit den Vögeln singt）
- 1887, Was soll denn aus ihr werden? Eine Erzählung für junge Mädchen
- 1888, Arthur und Squirrel.
- 1888, Aus den Schweizer Bergen.（mit den Erzählungen In Hinterwald, Die Elfe von Intra und Vom fröhlichen Heribli）
- 1889, Was aus ihr geworden ist. Eine Erzählung für junge Mädchen.
- 1890, Cornelli wird erzogen.
- 1891, Volksschriften von Johanna Spyri. Zweiter Band.（mit den Texten In Leuchtensee und Wie es mit der Goldhalde gegangen ist）
- 1892, Schloss Wildenstein.
- 1901, Die Stauffer-Mühle